# Burulori
De burulori (Charmosynopsis toxopei synoniem:Charmosyna toxopei) is een vogel uit de familie Psittaculidae (papegaaien van de Oude Wereld). De vogel werd in 1930 door de Nederlandse bioloog Hendrik Cornelis Siebers geldig beschreven. Het is een praktisch uitgestorven, endemische vogelsoort van het eiland Buru gelegen in de Zuid-Molukken (Indonesië).

## Herkenning
De vogel is 16 cm lang, het is een slanke vogel die uitsluitend in bossen voorkomt. Het mannetje is overwegend groen, maar op de borst meer geelachtig groen. De voorkant van de kruin is bleekblauw, de snavel en de poten zijn oranje. Over de onderkant van de vleugel loopt een gele band. Het vrouwtje heeft minder blauw op de kruin en een helderder gele band onder op de vleugel.

## Verspreiding en leefgebied
Deze soort is (was?) endemisch op Buru. In de jaren 1920 werd de vogel vooral aangetroffen in bos tussen de 850 en 1000 m. Uit waarnemingen van de plaatselijk bevolking is op te maken dat de vogel soms ook uitzwermt naar lager gelegen delen van het eiland in secundair bos en plantages.

## Status
Mogelijk was deze lori in de jaren 1970 en 1980 nog algemeen rond de plaats Teluk Bara in het noordwesten. Ook daarna zijn er onbevestigde waarnemingen van de plaatselijke bewoners tot in 2006. Een speciaal drie weken durend onderzoek in 2010 op het eiland leverde echter geen bevestigde waarnemingen. Ontbossing van het bergachtige deel van het eiland is niet waarschijnlijk, omdat houtkap daar technisch onuitvoerbaar is. Mogelijk bestaat er een kleine populatie van 70 tot 400 exemplaren. Daarom staat de vogel nog als ernstig bedreigd op de Rode Lijst van de IUCN.